# François de Cuvilliés

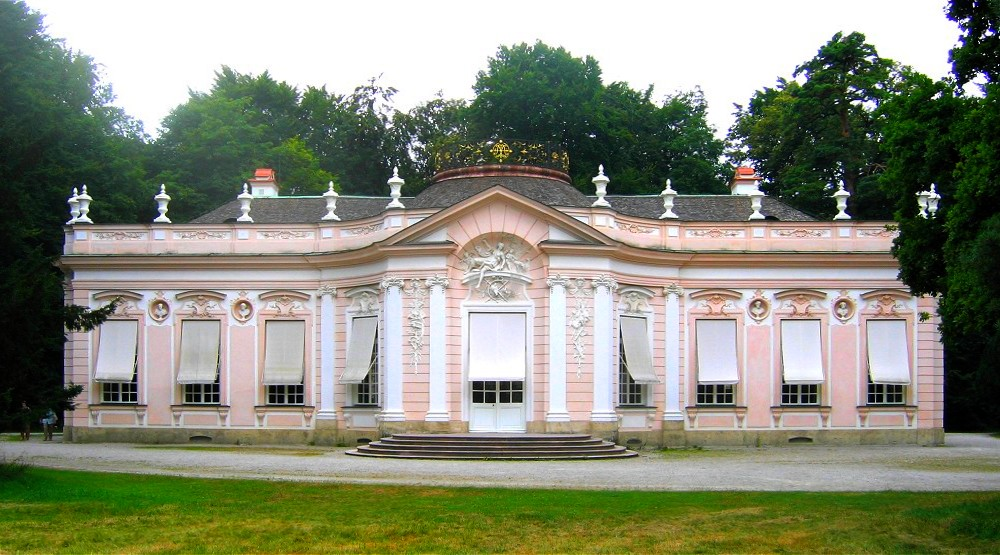
Pawilon Amalienburg w Nymphenburgu

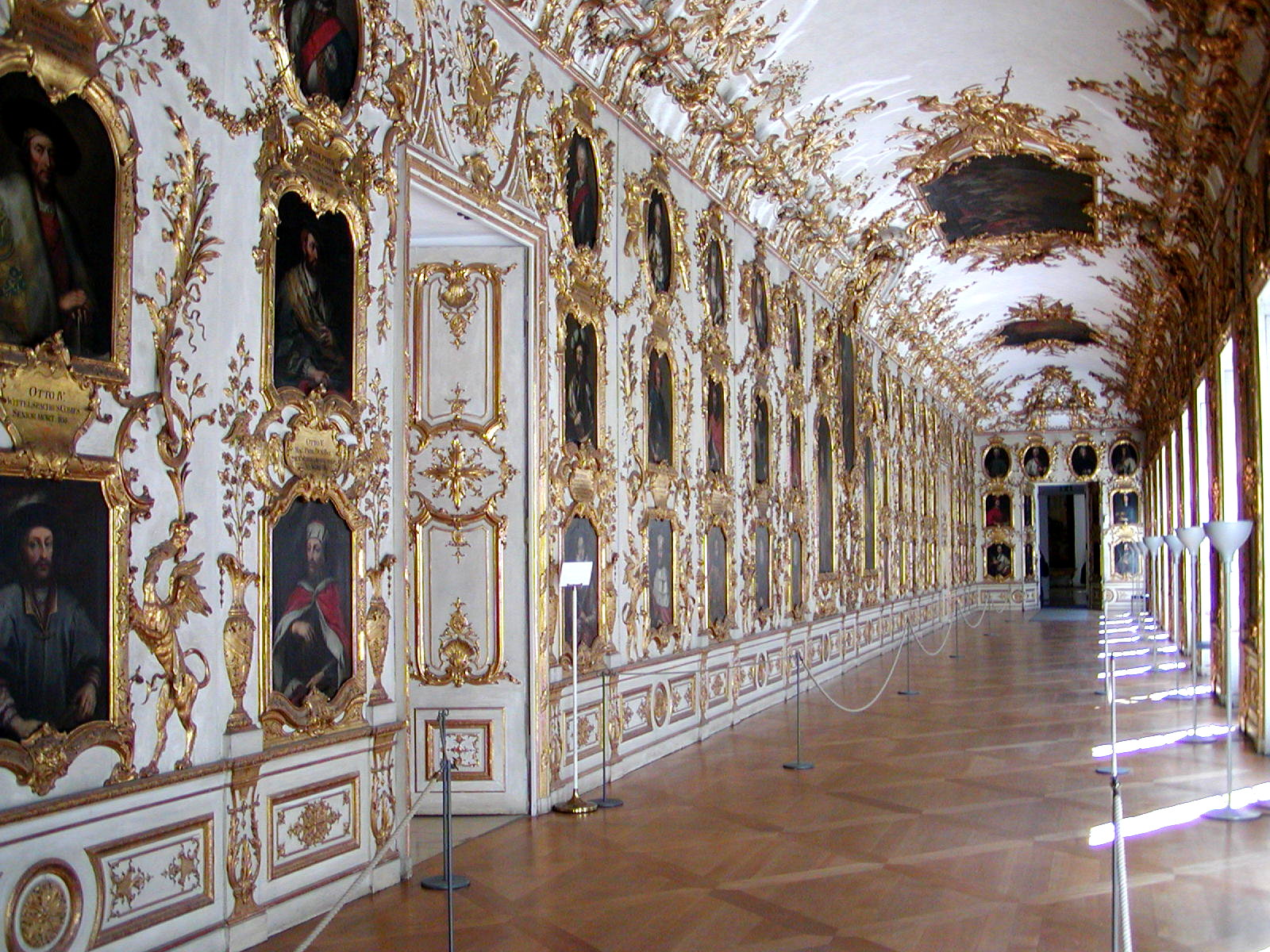
Galeria Przodków w Rezydencji w Monachium

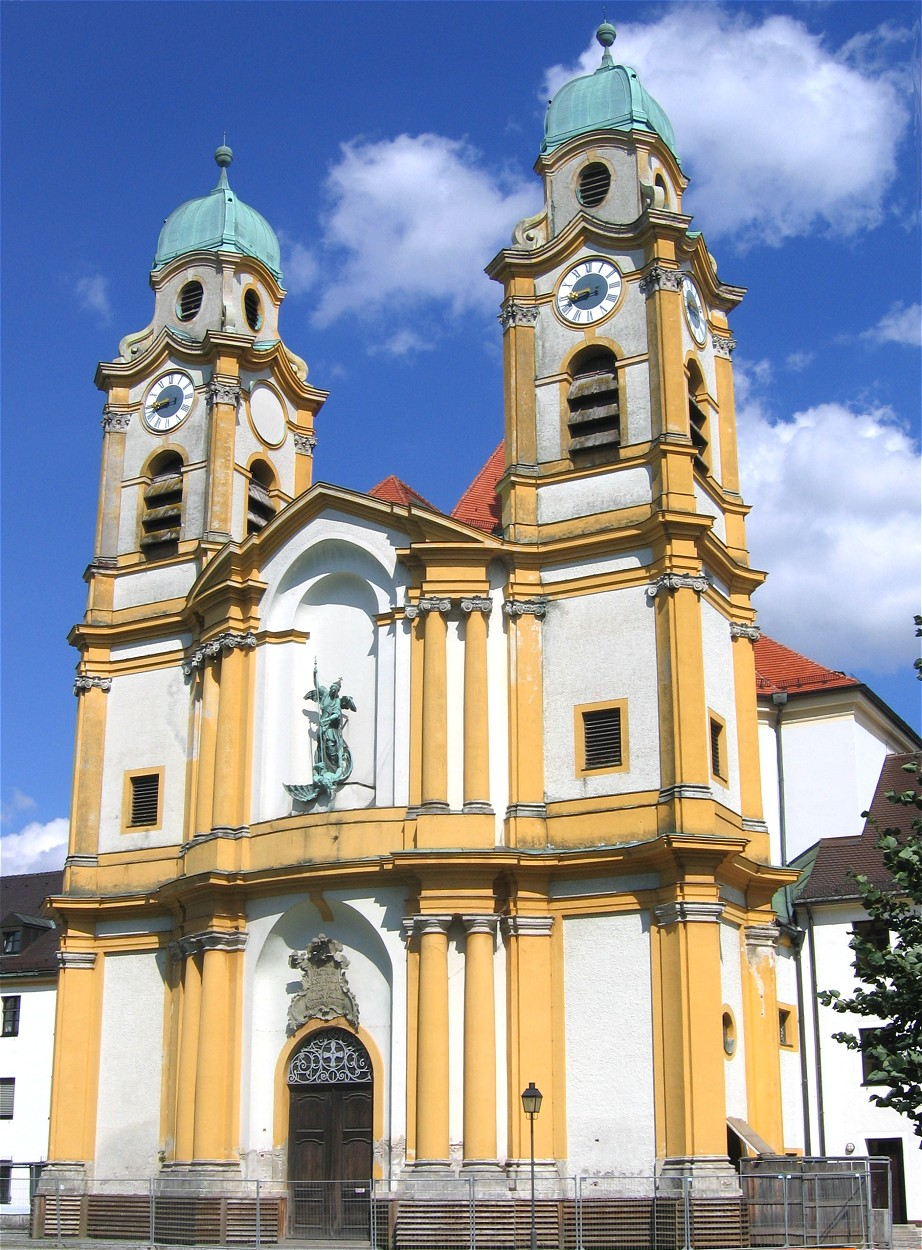
Kościół St. Michael w Berg am Laim

Jean-François de Cuvilliés (ur. 23 października 1695 w Soignies, zm. 14 kwietnia 1768 w Monachium) – belgijski architekt i dekorator tworzący w Bawarii w stylu rokoko. 

## Życiorys
Pochodził z belgijskiego Hainaut. Uczeń Effnera oraz Oppenorda i Hörmannstorffera. Architekt i dekorator elektorów bawarskich. Jego głównymi dziełami są pawilon myśliwski Amalienburg w Nymphenburgu, Gabinet Luster w monachijskiej Rezydencji oraz « Teatr Cuvilliés ». Projektował także obiekty sakralne m.in. kościół Świętego Michała w monachijskim Berg am Laim (1738-1744) z J.M. Fischerem. Pozostawił repertorium stylistyczne barokowej dekoracji.